# Porella perrottetiana
Porella perrottetiana là một loài rêu tản trong họ Porellaceae. Loài này được (Mont.) Trevis. miêu tả khoa học lần đầu tiên năm 1877.